# Oberst Redl
Oberst Redl es una película dramática muda austriaca de 1925 dirigida por Hans Otto y protagonizada por Robert Valberg, Eugen Neufeld y Harry Norbert. Retrata la carrera del oficial del ejército austríaco Alfred Redl, expuesto como agente extranjero poco antes de la Primera Guerra Mundial.

## Reparto
- Robert Valberg como Oberst Alfred Redl
- Eugen Neufeld como Oberst Ullmanitzky
- Harry Norbert como Oberstleutnant Jamischewicz
- Albert von Kersten como Mayor Wierenkoff
- Eugen Dumont como Kriegsminister Rußlands
- Dagny Servaes como Sonja Uraskow
- Ellen Reith como Braut de Hauptmann Erdmann
- Carlos Gerspach como Hauptmann Erdmann
- Louis Seeman como Gendarmerieoberst Boreff
- Julius Stärk como Auditor
- Mella Baffa
- Louis Erdmann

1. ↑  Holmes & Silverman p.152